# أورسولا كيلر
أورسولا كيلر هي مخترِعة ورائدة أعمال وفيزيائية وبروفيسورة سويسرية، ولدت في 21 يونيو 1959 في زوغ في سويسرا.